# Oliver Heaviside
Oliver Heaviside, (Reino Unido: /ˈɒlɪvə ˈhɛvɪsaɪd/; Londres, Inglaterra, 18 de mayo de 1850-Torquay, Inglaterra, 3 de febrero de 1925) fue un físico, ingeniero eléctrico,  radiotelegrafista y matemático inglés. Heaviside introdujo los números complejos en el análisis de circuitos, inventó una nueva técnica para resolver ecuaciones diferenciales (equivalente a la transformada de Laplace), desarrolló de forma independiente el cálculo de vectores, y reescribió las ecuaciones de Maxwell en el formato comúnmente usado hoy en día. Moldeó de forma relevante el modo en que las ecuaciones de Maxwell eran entendidas y aplicadas, en las décadas posteriores a la muerte de Maxwell. Su formulación de las ecuaciones telegráficas fue comercialmente relevante durante su propia vida, a pesar de que pasaron desapercibidas durante un largo tiempo, debido a que pocos estaban familiarizados por entonces con su novedosa metodología. A pesar de que sus relaciones con el establishment científico fue complicada durante la mayor parte de su vida, Heaviside remodeló el campo de las telecomunicaciones, las matemáticas y la ciencia.

## Biografía
Heaviside nació en Camden Town (Londres), en el número 55 de Kings Street (ahora Plender Street), fue el cuarto hijo de la familia formada por Thomas Heaviside y Rachel West. El padre era un dotado grabador en madera, pero su oficio estaba resintiéndose ya de la competencia de las nacientes técnicas fotográficas y la familia anduvo siempre muy escasa de dinero. La madre montó una especie de pequeña escuela para señoritas en su casa alquilada de Camden Town para conseguir más ingresos. El ambiente familiar debió ser tenso y malhumorado. La situación se complicó en el caso de Oliver porque de pequeño sufrió la escarlatina, como consecuencia de lo cual quedó prácticamente sordo. Esto dificultó su relación con los demás, especialmente con los otros chicos, y probablemente constituyó la base del carácter huraño y retraído que mostró durante el resto de su vida, aunque recuperase mucho la audición posteriormente, durante la adolescencia.
Un legado recibido en 1863 significó una notable mejora económica para la familia. Los Heaviside se trasladaron a una vivienda mejor del mismo barrio y Oliver pudo ir a la escuela, donde destacó en ciencias naturales, ganando una medalla en los exámenes de 1865. Pero su escolarización tuvo que finalizar al año siguiente. El resto de su formación intelectual fue autodidacta, siendo al parecer un asiduo y ávido visitante de las bibliotecas públicas. Le atraían especialmente las obras científicas y fue así como profundizó en los tratados de Newton y de Laplace.
No pudiendo ir a la universidad, hubo de ponerse a trabajar. Esta orientación, tan decisiva para su posterior carrera, fue el resultado de circunstancias familiares. Una hermana mayor de su madre, Emma West, se había casado con Sir Charles Wheatstone (1802-1875), experto en telegrafía y electromagnetismo de fama internacional y coinventor de un sistema de telégrafo con W. F. Cooke, lo que le hizo rico y poderoso. Wheatstone se interesó mucho por la educación de su sobrino y en 1867 lo envió al norte a trabajar con su hermano mayor Arthur Wheatstone, que dirigía una de las empresas telegráficas de Charles en Newcastle-upon-Tyne. En el otoño de 1868 fue asignado al funcionamiento del nuevo cable submarino tendido entre Newcastle y Dinamarca, primero como operador y luego como electricista, nombre que se daba entonces a los especialistas de la materia, la más novedosa e interesante de toda la electrotecnia. Los años siguientes los pasó Oliver en los talleres y a bordo de los barcos encargados del mantenimiento de la línea, lugares privilegiados donde se experimentaban y se analizaban todos los aspectos de los nuevos fenómenos y problemas que continuamente se presentaban. Durante este tiempo siguió estudiando física por su cuenta, tanto teórica como experimentalmente. A los 22 años publicó un artículo en la prestigiosa Philosophical Magazine sobre «La mejor disposición del puente de Wheatstone para medir una resistencia dada con un galvanómetro y una batería dados», que recibió comentarios positivos de físicos que habían intentado sin éxito resolver este problema algebraico, entre ellos Sir William Thomson, a quien regaló una copia del artículo, y James Clerk Maxwell. Cuando publicó un artículo sobre el método dúplex para utilizar un cable telegráfico, se burló de R. S. Culley, ingeniero jefe del sistema telegráfico de Correos, que había tachado el dúplex de poco práctico. Más tarde, en 1873, su solicitud de ingreso en la Sociedad de Ingenieros Telegráficos fue rechazada con el comentario de que «no querían empleados de telégrafos». Esto enfureció a Heaviside, que pidió a Thomson que le apadrinara, y junto con el apoyo del presidente de la sociedad fue admitido «a pesar de los esnobs de P.O.» 
En 1873, Heaviside había encontrado el recién publicado, y más tarde famoso, Tratado de Electricidad y Magnetismo en dos volúmenes de Maxwell.
En mayo de 1874 abandonó su trabajo en Newcastle y retornó a casa de sus padres en Londres, tanto por razones de salud (sufría una especie de ataques seudoepilépticos) como por un deseo de dedicarse exclusivamente al estudio y a la investigación. Emprendiendo investigaciones desde su casa, ayudó a desarrollar la teoría de las líneas de transmisión (también conocidas como las «ecuaciones del telegrafista»). Heaviside demostró matemáticamente que la inductancia distribuida uniformemente en una línea telegráfica disminuiría tanto la atenuación como la distorsión, y que, si la inductancia era lo suficientemente grande y la resistencia de aislamiento no demasiado alta, el circuito no tendría distorsión en el sentido de que las corrientes de todas las frecuencias tendrían velocidades de propagación iguales. Las ecuaciones de Heaviside ayudaron a avanzar en la implantación del telégrafo.
No volvió a tener un empleo fijo remunerado, salvo que se considere como tal el esporádico de articulista, que le proporcionaba un escuálido rendimiento. Rechazó todas las posibilidades de empleo que su hermano y otras personas le proporcionaron, eligiendo un modo de vida extremadamente austero a cambio de la libertad total para sus investigaciones. "Nací filósofo natural, no inquieto ingeniero ni 'hombre práctico' en sentido mercantil", se caracterizó a sí mismo al final de su vida. Muchas de sus aportaciones teóricas tuvieron importantes aplicaciones prácticas, pero él nunca intentó obtener rendimiento económico de ellas (probablemente siguiendo las huellas de Faraday, uno de sus ídolos), a pesar del furor inventivo y la consiguiente solicitud de patentes propios de la época, incluido el cercano ejemplo de su tío Wheatstone.
Oliver y sus padres se fueron a vivir en septiembre de 1889 con su hermano Charles, que tenía una tienda de instrumentos musicales en Paington (Devonshire), siguiendo otra de las líneas operativas familiares iniciadas por Wheatstone, quien también había inventado la concertina. 
En 1891, la Royal Society británica reconoció las aportaciones de Heaviside a la descripción matemática de los fenómenos electromagnéticos nombrándole miembro de la Royal Society, y al año siguiente dedicó más de cincuenta páginas de las Philosophical Transactions de la Sociedad a sus métodos vectoriales y teoría electromagnética.
Después de 1900 la actividad científica de Heaviside declinó apreciablemente en cantidad y calidad, cesando prácticamente en 1906, aunque su último libro se publicase en 1912. Una de las causas fundamentales fueron los problemas ocasionados por su persistente mala salud.
Tras el fallecimiento de sus padres en 1894 y 1896, Oliver se trasladó en 1897 a una casa independiente en el campo, cerca de Newton Abbot y no muy lejos de Paington, pero la experiencia no fue muy satisfactoria y en 1908 volvió a vivir como huésped en Torquay, donde falleció en 1925, tras llevar una vida cada vez más solitaria y excéntrica.

## Premios y reconocimientos
A pesar de su vida eremítica, la obra publicada y las actividades de sus amigos influyentes granjearon numerosos reconocimientos a Heaviside, aunque él no pareciese apreciarlos en exceso. Son destacables los siguientes:
- 1891 Miembro de la Royal Society de Londres.
- 1899 Miembro honorario de la American Academy of Arts and Sciences.
- 1905 La Universidad alemana de Göttingen le concede el doctorado honoris causa.
- 1908 Miembro honorario de la Institution of Electrical Engineers inglesa.
- 1918 Miembro honorario del American Institute of Electrical Engineers.
- 1921 Primer galardonado con la medalla Faraday de la Institution of Electrical Engineers.

Los esfuerzos y gestiones de John Perry, G. F. FitzGerald, O. Lodge y otros amigos lograron que se le concediera a Heaviside una pensión oficial de 120 libras anuales en 1896 (elevada a 220 libras en 1914), consiguiendo también que este terminase por aceptarla, pues dos años antes había rechazado otra ayuda del Scientific Relief Fund de la Royal Society, gestionada del mismo modo, por considerarla "caridad".

## Obra

### Inicios
Su primer trabajo publicado data de julio de 1872 y apareció en la revista English Mechanic con la firma "O."; trataba de un método de comparación de fuerzas electromotrices descubierto por Heaviside en 1870. En febrero de 1873 publicó su primer trabajo en la Philosophical Magazine, la más importante revista de física de la época. Esta vez se trataba de la optimización del puente de Wheatstone, instrumento de medida bien conocido en la práctica de telegrafistas y de físicos, pero que hasta entonces no había encontrado un tratamiento matemático riguroso. Este artículo le dio a conocer entre las personalidades científicas más importantes del momento, como Lord Kelvin y Maxwell. Muchos de los rasgos intelectuales de Heaviside se encuentran ya presentes en este trabajo, entre ellos el fundamental de la aplicación de poderosos métodos matemáticos a la resolución de problemas prácticos (incluso Kelvin encontró difícil su álgebra, al parecer).
Durante los cuarenta años siguientes Heaviside produjo un flujo ininterrumpido de trabajos, que vieron la luz sobre todo en revistas periódicas, como The Electrician, Philosophical Magazine o Nature, hasta totalizar más de tres mil densas páginas. Estas colaboraciones se publicaron luego regularmente en forma de libro, constituyendo las obras que se reseñan en la bibliografía.

### Teoría de líneas de transmisión de señales
El tema fundamental de las investigaciones iniciales de Heaviside fue la propagación de las señales por las líneas telegráficas, especialmente la distorsión que sufrían a su paso por líneas subterráneas o de cable submarino. El fenómeno había adquirido actualidad en 1853 cuando Latimer Clark lo observó por primera vez en la línea anglo-holandesa, sometiéndolo a la atención de Faraday, quien lo estudió y lo consideró una prueba de sus propias ideas sobre el campo electromagnético, en concreto sobre los "efectos transversales de las corrientes" (Experimental Researches in Electricity, vol. III, p. 508). Todo ello ponía en duda la viabilidad misma del proyectado cable trasatlántico, de longitud hasta entonces desusada. Lord Kelvin elaboró en 1855 una teoría del telégrafo eléctrico en la que combinaba las ideas de Faraday con las ecuaciones de Fourier sobre la difusión del calor en un cuerpo sólido, llegando a la conclusión de que el retardo de las señales se debía a la combinación de la resistencia y la capacitancia del cable, creciendo según el cuadrado de la longitud de este. Se trataba así de un fenómeno inevitable, que limitaba la velocidad de transmisión, pero que podía superarse si se prestaba la debida atención tanto a las características eléctricas de los cables como a la utilización de aparatos muy especiales para la emisión y la recepción, junto con técnicas de transmisión también seleccionadas cuidadosamente. Pero estas consideraciones no fueron aceptadas inicialmente sin reservas (como lo serían luego) y el cable quedó tendido en 1858. Su operación inicial fue en cambio decepcionante, inutilizándose al cabo de un mes escaso de servicio y sirviendo tan solo para demostrar la corrección de las ideas de Kelvin, a cuyo cargo quedó el proyecto y operación de una nueva línea, finalizada en 1866 y que fue un éxito.
Heaviside aplicó la teoría de Kelvin a sus propias experiencias con el cable anglo-danés y publicó una serie de trabajos sobre ello entre 1874 y 1889, consecuencia de lo cual fue su ampliación con dos nuevos factores hasta entonces no tenidos en cuenta: las pérdidas de la línea (a las que Heaviside, nada parco a la hora de crear neologismos, llamó leakance, que habría de traducirse como fugancia o perditancia) y sobre todo la autoinducción. Completó y rectificó así la teoría inicial, formulando la que se conoció durante mucho tiempo como "ecuación de Heaviside" o "ecuación del telegrafista", que suministra el valor instantáneo del voltaje (v) en cualquier punto (x) de la línea en función de sus características eléctricas resistencia (k), capacitancia (c) e inductancia (s):
{\displaystyle {\cfrac {d^{2}\,v}{d\,x^{2}}}=ck\;{\cfrac {dv}{dt}}+sc\;{\cfrac {d^{2}\,v}{d\,t^{2}}}}
Cuando se tiene en cuenta la autoinducción, la corriente eléctrica ya no se difunde simplemente por la línea, como en la concepción previa, sino que provoca una serie de oscilaciones iniciales hasta lograr un estado estacionario. La propagación de señales incluso por cable quedaba así vinculada definitivamente a las ondas electromagnéticas.
En 1887 Heaviside formuló la idea de que era posible conjugar los parámetros eléctricos de una línea de transmisión de señales de tal modo que se lograse eliminar todo tipo de distorsión, es decir, que, aunque la señal entera se atenuase, todas sus frecuencias componentes lo hiciesen en la misma proporción. Esto resultaba fundamental para las nuevas comunicaciones telefónicas, todavía más que para las telegráficas. Numerosas patentes se consiguieron sobre esta base por otras personas (como Silvanus P. Thompson, J. S. Stone y A. K. Erlang), pero su puesta en práctica requirió bastantes esfuerzos adicionales, no lográndose realizarla satisfactoriamente hasta las aportaciones de G. A. Campbell y de Michael I. Pupin hacia 1900 (con las llamadas "bobinas de carga").
Aunque Gustav Kirchhoff había incluido la autoinducción en la teoría de las líneas largas ya en 1857, su propuesta no tuvo repercusión alguna.. Heaviside se convirtió en cambio en su apóstol. "La autoinducción es la salvación" decía en 1897 (Electromagnetic theory, vol. 2, p. 354); y todavía en 1904: "Si el amor es lo que mueve al mundo, la autoinducción es lo que mueve las ondas a su través." (Electromagnetic theory, vol. 3, p. 194). Esta posición chocó frontalmente con la mantenida por el ingeniero W. H. Preece, que llegó a ser el jefe supremo del servicio de telégrafos y teléfonos británico (Post Office), quien se atenía a la primitiva opinión de que la autoinducción era siempre nociva en una línea de comunicación y había de minimizarse. La confrontación perduró hasta la muerte de Preece y costó no pocos sinsabores a Heaviside.

### Maxwellianismo
La primera edición del Tratado sobre la electricidad y el magnetismo de Maxwell se publicó en 1873 y Heaviside lo estudió inmediatamente, quedando profundamente impresionado por su contenido, aunque inicialmente no comprendió bien su novedad (como la mayoría de los lectores contemporáneos), sobre todo en lo relacionado con las ondas electromagnéticas y su propagación por el medio (el éter como dieléctrico). El aparato matemático utilizado, basado en cuaterniones, también superaba sus capacidades del momento. Por todo ello dedicó varios años a su estudio profundo y en 1876 comenzó a citarlo en sus propios trabajos. La temprana muerte de Maxwell en 1879 supuso un cambio radical de circunstancias, pues no podían esperarse ya aportaciones del maestro a una teoría muy necesitada de ellas y de ser dada a conocer al público. Heaviside tomó sobre sí esta tarea y, según su propia confesión, empezó a realizarla conscientemente desde 1882. Pero no se limitó a una repetición del contenido del Tratado como "texto sagrado" (como terminaría sucediendo con la corriente maxwelliana de Cambridge; J. J. Thomson llegó a llamar a Heaviside "maxwelliano apóstata"), sino que realizó una reelaboración, una depuración y una ampliación del mismo que dio como resultado lo que la ciencia actual conoce como teoría de Maxwell. Hoy suele hablarse como cosa evidente de "las cuatro ecuaciones de Maxwell", pero conviene saber que el verdadero número de las que contiene el Tratado es de trece. La síntesis final y la clarificación teórica que representan las cuatro ecuaciones se debieron a la labor, primero independiente y luego conjunta, de Heaviside y de Hertz.
En su apropiación, reelaboración y difusión de la teoría maxwelliana Heaviside contó con la decisiva colaboración de otros físicos ingleses, a los que se ha llamado "los maxwellianos", fundamentalmente G. F. FitzGerald y O. Lodge en los primeros años, añadiéndose luego J. Larmor, aunque la relación de Heaviside con este último fuese menos armoniosa que con los otros.
A pesar de su implicación en ella, Heaviside no consideraba que la teoría maxwelliana estuviese concluida o que tuviese la última palabra. No consideró siquiera que los experimentos de Hertz de 1886-1888 fuesen una prueba irrefutable de su corrección. Los problemas que planteaba el movimiento del éter y su mismo concepto estaban ahí para demostrarlo y una complicación más vino a significar el creciente papel teórico del electrón en los años finales del siglo XIX junto a sus confirmaciones experimentales, que obligaron a modificar los conceptos de carga y de corriente maxwellianos. Heaviside participó activamente en la extensión de las ecuaciones de campo a las cargas móviles (electrones) y proporcionó algunas de las primeras soluciones completas.

### Instrumentos matemáticos
La representación simbólica de magnitudes físicas dotadas de orientación fue un proceso de consolidación lenta, que fue realizándose a lo largo del siglo XIX, empezando por los números complejos, aplicables al plano. Su generalización al espacio fue naturalmente más difícil todavía. Tal era el propósito de la teoría de cuaterniones de W. R. Hamilton. En el estudio del electromagnetismo resulta esencial disponer de una notación concisa y eficaz para el manejo de vectores espaciales y Maxwell había usado los cuaterniones, pero utilizándolos muchas veces de manera simplificada. Para los propósitos pedagógicos y sistematizadores de Heaviside esto no era suficiente, por lo que elaboró el análisis vectorial como un álgebra independiente, formulada en la que sigue siendo su forma actual en el capítulo III de Electromagnetic theory. Allí se contienen también las razones de su rechazo de la teoría cuaterniónica, asunto sobre el que mantuvo hasta el final de su carrera encendidas polémicas con P. G. Tait, su principal expositor y defensor. De todos modos el cálculo vectorial era prácticamente desconocido para los ingenieros y físicos de su época (Heaviside tuvo que enseñárselo a Hertz), lo que contribuyó a dificultar la comprensión de los escritos de Heaviside, a pesar de los denodados esfuerzos pedagógicos de este, hasta el punto de que su amigo Lodge los calificase no solo de difíciles, sino incluso de "excéntricos y en ciertos aspectos repelentes".
Fue también uno de los creadores del cálculo mediante operadores, cálculo operativo o cálculo operacional, de tanta utilidad posterior en ingeniería, a cuya elaboración y exposición dedicó buena parte de su actividad de los años 1894 a 1898, recogida en el volumen segundo de Electromagnetic theory. Aunque el método no se generalizó hasta después de su muerte, se lo ha considerado como uno de los tres grandes avances matemáticos del último cuarto del siglo XIX.
Heaviside concebía las matemáticas como una ciencia experimental y despreciaba a los "matemáticos puros" académicos. Sus matemáticas no se ocupaban de demostraciones o de teoremas de existencia, sino de resolver problemas físicos, cuyas relaciones funcionales son sencillas y no requieren el análisis exhaustivo de todas las posibilidades abstractas.
Ni que decir tiene que la opinión que de él y sus métodos tenían los matemáticos profesionales no era en correspondencia muy buena.

## Eponimia
- La Capa Kennelly-Heaviside, una región de la atmósfera terrestre también conocida como región E o como capa de Heaviside.
- La Función escalón de Heaviside, utilizada en procesamiento de señales.
- El cráter lunar Heaviside que conmemora su nombre.
- Así mismo, el cráter marciano Heaviside que lleva este nombre en su honor.